# Stres (priimek)
Stres je priimek več znanih Slovencev:
- Anton Stres (1869—1930), duhovnik in cerkveni glasbenik
- Anton Stres (1871—1912), učitelj in planinski pisec
- Anton Stres (*1942), teolog, filozof, univ. profesor; nadškof
- Blaž Stres (*1974), mikrobiolog, doktor biokemije, univ. prof.; plezalni inštruktor
- Boris Stres (1907—2005), amaterski gledališčnik in lutkar na Prevaljah
- Fran Stres (1884—1955), fotograf primorskih krajev
- Franci Stres, novinar (u. 2011?)
- Gvido Stres st. (1909—1962), knjižničar, prosvetnokulturni delavec, ljubiteljski slikar
- Gvido Stres ml. (*1947), zgodovinar, kustos šolskega muzeja
- Hana Krečič Stres, mikrobiologinja
- Ivan Nep. Stres (1847—1876), duhovnik in publicist
- Mira Stres ( učiteljica, amaterska gledališčnica
- Peter Stres (1952—2015), šolnik, zgodovinar
- Špela Stres (*1972), fizičarka, vodja centra za prenos tehnologij in inovacije IJS (režiserka=druga?)
- Vera Stres (por. Kmetec) (1911—2006), surdopedagoginja
- Vladislav Stres (*1958), pesnik, publicist, modrijan ...